# Virginia Slims of Washington 1975
Il Virginia Slims of Washington 1975 è stato un torneo di tennis giocato sul sintetico indoor. È stata la 4ª edizione del torneo, che fa parte del Virginia Slims Circuit 1975. Si è giocato a Washington negli USA dal 27 gennaio al 2 febbraio 1975.

## Campionesse

### Singolare
Martina Navrátilová ha battuto in finale  Kerry Reid con il punteggio di 6–3, 6–1

### Doppio
Françoise Dürr /  Betty Stöve hanno battuto in finale  Helen Gourlay-Cawley /  Kerry Reid con il punteggio di 6–3, 6–4